# Jawjaw
Jawjaw (uitspraak: joujou) is een Surinaams dorp aan de Boven-Surinamerivier in het district Sipaliwini.
Aan de rand van het dorp ligt het toeristenverblijf Djamaika en in de rivier tegenover het dorp ligt het vakantie-eiland Isadou. In het dorp bevinden zich winkels met een beperkt aanbod.
In het marrondorp wonen ongeveer 350 mensen. De plaats is een transmigratiedorp. Het werd in de jaren 1960 gebouwd in verband met de aanleg van het Brokopondostuwmeer. De inwoners van dorpen langs de Surinamerivier werden hierdoor gedwongen te verhuizen. Een deel van de inwoners van de nederzetting Oud-Lombé vestigden zich toen stroomopwaarts bij een stroomversnelling genaamd  Jawjaw. De meeste inwoners van het dorp zijn rooms-katholiek, iedere zondag wordt er een kerkdienst gehouden. De basisschool is genoemd naar pater Voorbraak.
In oktober/november 2024 werkten de kinderen van de basisschool digitaal samen met kinderen van basisschool De Brink uit de Bijlmermeer in Amsterdam-Zuidoost. Ze deden samen creatieve projecten op 7600 kilometer afstand.